# Космос-2342
Космос-2342 је један од преко 2400 совјетских вјештачких сателита лансираних у оквиру програма Космос.
Космос-2342 је лансиран са космодрома Плесецк, Русија, 14. маја 1997. Ракета-носач Молнија је поставила сателит у орбиту око планете Земље. 